# Atmosfera de Tità

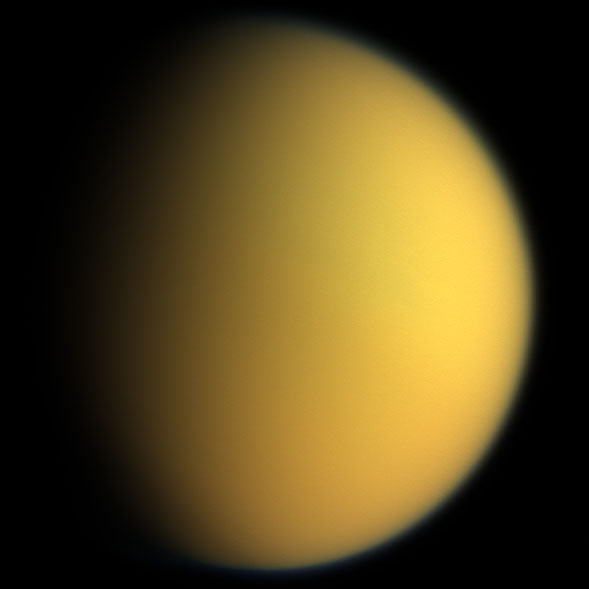
Imatge de Tità presa per la sonda Cassini-Huygens al 2005. S'observa la densa atmosfera de color ataronjat a causa de les partícules d'hidrocarburs que hi són presents.

L'atmosfera de Tità està, a diferència de la d'altres satèl·lits del sistema solar, molt desenvolupada amb un gruix d'entre 200 km i 880 km:
L'atmosfera és opaca en nombroses longituds d'ona la qual cosa impedeix obtenir un espectre de reflectància complet de la superfície del satèl·lit des de l'exterior.
Les observacions de les sondes Voyager mostren que la pressió a la superfície del satèl·lit depassa una vegada i mitja la de la Terra. L'atmosfera presenta capes de boira opaca que bloquen la majoria de la llum del sol. La sonda Huygens fou incapaç de detectar la seva direcció durant el seu descens, i tot i que pogué prendre imatges de la superfície, l'equipament de la sonda descrigué el procés com fotografiar un parking cobert d'asfalt.
La temperatura mitjana de l'atmosfera és de 94 K (-179 °C); arribant a un mínim de 72 K (-201 °C) a nivell de la tropopausa (a una altitud de 40 km).

## Història
L'astrònom català Josep Comas i Solà fou el primer científic que proposà l'existència d'una atmosfera significativa a Tità després d'observar un característic enfosquiment vers el limbe l'any 1903 des de l'Observatori Fabra de Barcelona. Més tard, el científic Gerard Kuiper ho confirmà el 1944 usant una tècnica espectroscòpica que mostrà una estimació de la pressió parcial atmosfèrica de metà de l'ordre de 100 mil·libars (10 kPa). Observacions posteriors als anys setanta mostraren que les dades proposades per Kuiper eren significativament inferiors, ja que les abundàncies de metà en l'atmosfera de Tità eren deu vegades més altes, i la pressió superficial era almenys del doble del que s'havia predit. L'alta pressió superficial volia dir que el metà era tan sols una petita fracció de l'atmosfera de Tità. El 1981, la sonda Voyager 1 feu les primeres observacions detallades de l'atmosfera de Tità, revelant que la seva pressió superficial era més alta que la de la Terra, a 1,5 bars.

## Composició

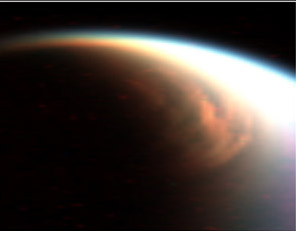
Imatge d'un núvol en color fals sobre el pol nord de Tità.

La composició atmosfèrica en l'estratosfera és 98,4% de nitrogen— és l'única atmosfera densa del sistema solar rica en nitrogen fora de la Terra —, el restant 1,6% està compost principalment per metà (1,4%) i hidrogen (0.1–0,2%). Com el metà es condensa fora de l'atmosfera de Tità a altes altituds, la seva abundància augmenta a mesura que descendim per sota de la tropopausa a una altitud de 32 km, estabilitzant-se en un valor de 4,9% entre 8 km i la superfície del satèl·lit. També hi trobem traces d'altres gasos com hidrocarburs, com l'età, el diacetilè, el metilacetilè, l'acetilè, el propà, el cianoacetilè i el cianur d'hidrogen, el diòxid de carboni, el monòxid de carboni, el cianogen, l'argó i l'heli. El color ataronjat que s'observa des de l'espai podria estar produït per altres complexos químics en petites quantitats, possiblement tolins, uns precipitats orgànics d'aparença semblant al quitrà. Es pensa que els hidrocarburs es formen en l'atmosfera superior de Tità en reacció resultants del trencament del metà per la llum ultraviolada del sol, produint un boirum espès ataronjat. Tità no té camp magnètic, encara que estudies realitzats el 2008 mostraven que Tità retenia romanents del camp magnètic de Saturn en les breus ocasions quan passa fora de la magnetosfera de Saturn i es troba directament exposat al vent solar. Aquest fet podria ionitzar i emportar-se algunes molècules de la part superior de l'atmosfera. Al novembre de 2007, els científics descobriren proves de ions negatius abm aproximadament unes 10 000 vegades la massa de l'hidrogen a la ionosfera de Tità, els quals es creu que cauen a regions més baixes per formar la boirina ataronjada que enfosqueix la superfície de Tità. Encara no coneixem la seva estructura, però es pensa que podrien ser tolins, i es podrien formar la base per a la formació de molècules més complexes, com els hidrocarburs aromàtics policíclics.
Tità presenta un patró de circulació de l'aire en direcció a la rotació del satèl·lit, d'oest a est. Les observacions de l'atmosfera de Tità dutes a terme per la sonda "Cassini" el 2004 suggereixen que el satèl·lit seria una "super rotador", igual que Venus, amb una atmosfera que rota molt més ràpid que la seva superfície.

## Origen del metà
L'energia solar hauria d'haver convertit la totalitat del metà de l'atmosfera en hidrocarburs en tan sols 50 milions d'anys, la qual cosa és un temps molt breu comparat amb l'edat del sistema solar (4.600 milions d'anys). De fet, les molècules de metà tenen tendència a pujar progressivament cap a les capes altes de l'atmosfera on estan sotmeses a la radiació solar. La qual cosa les transforma en molècules més complexes i per tant, més pesants que precipiten i sedimenten en la superfície. A causa de les condicions de temperatura i de pressió a la superfície de Tità, no es produeix cap reacció física o química que permeti transformar aquests compostos orgànics en metà; per la qual cosa el metà es destrueix irreversiblement i la quantitat actual de metà a l'atmosfera hauria de ser pràcticament nul·la.
Ha d'existir, doncs, un dipòsit de metà a Tità que li permeti realimentar l'atmosfera. De fet, la quantitat de metà de l'atmosfera és més de mil vegades superior a la de monòxid de carboni, la qual cosa exclouria una contribució significativa d'impactes de cometes, ja que en els cometes hi ha més monòxid de carboni que metà. Sembla ser, doncs, probable que Tità hagi acretat una atmosfera d'una primerenca nebulasa de Saturn en el moment de la seva formació, en aquest cas, since comets are composed of more carbon monoxide than methane. That Titan might have accreted an atmosphere from the early Saturnian nebula at the time of formation also seems unlikely; in such a case, hauria de tenir abundàncies atmosfèriques similars a la de la nebulosa solar, incloent-hi hidrogen i neó. Molts astrònoms han suggerit que l'origen del metà de l'atmosfera de Tità prové del mateix satèl·lit, i seria alliberat per erupcions de criovolcans. Tampoc no s'ha exclòs la possibilitat d'un possible origen biològic del metà.

## Estructura

Corba de temperatura de l'atmosfera de Tità en funció de l'altitud i de la pressió

L'alta densitat de l'atmosfera es deu principalment a les baixes temperatures, però també a les col·lisions entre les molècules que no són suficients per accelerar la seva velocitat i d'aquest manera poder escapar cap a l'espai. A més, la calor generada al planeta pot permetre l'ejecció de matèria a l'atmosfera a través de criovolcans, fent així una atmosfera més espessa.

### Troposfera
La temperature de la troposfera va de 94 K a 72 K a la tropopausa (cap als 40 km d'altitud).

### Estratosfera
Sembla que és a l'estratosfera on es produeix la major part de la circulació entre els pols. Les simulacions suggereixen que cada 12 anys es produirien canvis en la rotació amb un període de tres anys, en el transcurs d'un any de Tità (30 anys terrestres).
Durant l'hivern polar es forma un enorme núvol a l'estratosfera, que conté età entre altres molècules orgàniques.

### Ionosfera
La ionosfera de Tità és també més complexa que la de la Terra, amb la ionosfera principal a una altitud de 1200 km però amb una capa addicional de partícules carregades a 63 km. Aquest fet divideix l'atmosfera de Tità d'alguna manera en dues cambres separades ràdio-resonants.
La sonda Cassini detectà una font d'ones de freqüència extremadament baixa (ELF) a Tità, tot i això aquest punt no és del tot clar, ja que no sembla haver una activitat elèctrica extensiva a la zona.
El camp magnètic intern de Tità és negligible, i inclús podria no existir. La seva distància orbital de 20,3 radis de Saturn el situa dins la magnetosfera de Saturn a vegades. Això no obstant, la diferència entre el període de rotació de Saturn (10,7 hores) i el període orbital de Tità (15,95 dies) produeix una velocitat relatica d'un 100 km/s entre el plasma magnetitzat de Satrun i Tità. Això pot, de fet, intensificar les reaccions que causen pèrdua atmosfèrica, en comptes de preservar l'atmosfera del vent solar.

## Meteorologia

Gràfic de la temperatura, pressió i altres aspectes de l'atmosfera de Tità

Animació amb un interval de dues hores dels núvols del pol sud de Tità

### Circulació atmosfèrica
La circulació atmosfèrica segueix la direcció de la rotació de Tità, I sembla que ho fa més ràpidament que la superfície del satèl·lit (la velocitat de rotació a l'equador és de 12 metres per segon).
S'han elaborat diferents simulacions a escala de tot el satèl·lit tenint en compte les mesures de la velocitat dels vents que la sonda Huygens va captar durant el seu descens. Aquestes simulacions suggereixen que l'atmosfera de Tità no comporta tan sols una única i massiva cèl·lula de Hadley. L'aire calent pujaria a l'hemisferi sud de Tità – on es trobava la Huygens durant el descens – i cau a l'hemisferi nord. Així condueix a una circulació de l'aire a alta altitud que aniria de sud a nord. Si existís una sola cèl·lula de Hadley sobre Tità, la rotació seria lenta, llavors l'efecte de Coriolis hauria de ser menyspreable.

### Temperatures
A la superfície, la temperatura de Tità és aproximadament de -179 °C. A aquesta temperatura l'aigua no sublima, creant una atmosfera que no conté quasi vapor d'aigua.
Les temperatures varien poc de l'equador als pols i del dia a la nit

### Núvols i boires
Els hidrocarburs de l'alta atmosfera de Tità i de les reaccions que resulten de la transformació del metà per la llum ultraviolada del Sol, produeixen una capa opaca de boirina. Aquesta boira ha obstaculitzat els intents inicials per observar la superfície de Tità, estimulant la curiositat dels científics.
Els núvols, dispersats, són destacables en una boira que cobreix quasi tota l'atmosfera de Tità. Aquests núvols estan compostos probablement de metà, età i d'altres composts orgànics simples. Els altres compostos químics donarien el color ataronjat a l'atmosfera.
La forma dels núvols de metà és limitada – s'assemblen a estratocúmuls.
A finals de 2006 la sonda Cassini descobrí un vòrtex de núvols enorme. Aquest vòrtex recobria una gran part de la regió del pol nord, amb una diàmetre d'uns 2400 km. No s'espera cap núvol a la zona i menys cap formació d'aquesta mida i estructura. Es pensa que el vòrtex es dissoldrà en 10 o 20 anys. Segons els models sortits de les exploracions, la seva formació té lloc al final del cicle d'un cicle de 30 anys (un any de Saturn). Durant aquest temps, la nuvolositat del pol nord podria desplaçar-se al pol sud.
Els núvols també es podrien formar a partir de l'erupció de volcans de la mateixa manera que succeeix a la Terra.